# Lockheed SR-71 Blackbird
Chiếc Lockheed SR-71 là một kiểu máy bay trinh sát chiến lược tiên tiến tầm xa, đạt được tốc độ Mach 3+, được phát triển từ các kiểu máy bay Lockheed YF-12A và A-12 bởi nhóm Skunk Works của hãng Lockheed. Chiếc SR-71 được gọi một cách không chính thức là Blackbird, và được các đội bay gọi tên lóng là Habu ("snake"). Clarence "Kelly" Johnson là người chịu trách nhiệm về nhiều khái niệm tiên tiến trong thiết kế, và chiếc SR-71 là một trong những máy bay đầu tiên được tạo dáng để giảm thiểu mặt cắt radar, cho dù tín hiệu radar của nó vẫn có thể phát hiện được bởi các hệ thống radar hiện đại, không giống như những kiểu máy bay tàng hình sau này. Ưu thế để tự vệ của chiếc máy bay này là tốc độ và trần bay cao; khi phát hiện thấy tên lửa đất-đối-không được phóng ra hướng về phía mình, cách thoát ra đơn giản chỉ cần tăng tốc.
Kiểu máy bay SR-71 bắt đầu phục vụ từ năm 1964. Cho dù không có chiếc nào bị mất do hỏa lực đối phương, SR-71 lại bị nhiều chỉ trích vì sự không an toàn và tỷ lệ tai nạn rất cao của nó. Đã có tới 12 trong tổng số 32 máy bay chế tạo bị rơi trong các tai nạn khi hoạt động (trong đó 11 chiếc bị rơi chỉ trong 6 năm từ 1966-1972, tức là mất gần 35% số lượng chỉ sau 6 năm, mỗi chiếc bị rơi chỉ sử dụng được từ 2 tới 8 năm). Ngoài ra, có 8 trong tổng số 18 chiếc YF-12A và A-12 (các bản thử nghiệm của SR-71) bị rơi từ năm 1963 tới 1971, tương đương tổn thất 45% sau 8 năm sử dụng.
SR-71 được chế tạo bằng Titan, một kim loại rất khó gia công, đắt và hiếm. Ngay cả Mỹ khi đó cũng không đủ công nghệ để gia công thứ kim loại này mà chỉ có Liên Xô có thể làm được. Và phần lớn titanium để chế tạo những chiếc SR-71 được nhập khẩu từ chính Liên Xô, mục tiêu do thám chủ yếu của loại máy bay này.
Từ sau năm 1972, khi Liên Xô sản xuất tiêm kích đánh chặn MiG-25 có vận tốc lên tới Mach 3,2 (tức là có thể đuổi kịp và bắn hạ SR-71), nó không còn được sử dụng để do thám không phận Liên Xô nữa và giảm hẳn hoạt động, nên thời kỳ SR-71 bị rơi hàng loạt cũng kết thúc (dù vậy vẫn có thêm 1 chiếc bị rơi năm 1989 ở biển Đông). Đến năm 1998, những chiếc SR-71 còn lại chính thức ngừng hoạt động.

## Thiết kế và phát triển

### Những chiếc tiền thân
Chiếc A-12 OXCART, được thiết kế dành cho Cục tình báo trung ương (CIA) bởi Kelly Johnson trong nhóm "Lockheed Skunk Works", là tiền thân của chiếc SR-71. Hãng Lockheed đã dùng cái tên "Archangel" để chỉ thiết kế này, nhưng nhiều tài liệu đã sử dụng cái tên "Article" vốn được Johnson ưa chuộng dành cho kiểu máy bay này. Khi công việc thiết kế tiến triển, tên gọi nội bộ trong hãng Lockheed đã phát triển từ A-1 đến A-12 khi cấu hình được thay đổi, như là các thay đổi trong thiết kế để làm giảm mặt cắt radar.
Chuyến bay đầu tiên, bởi một chiếc A-12 được biết dưới tên gọi "Article 121", diễn ra tại Groom Lake, Nevada, vào ngày 25 tháng 4 năm 1962, vốn được trang bị loại động cơ Pratt & Whitney J75 công suất kém hơn do việc phát triển kiểu động cơ dự định Pratt & Whitney J58 bị kéo dài. Kiểu động cơ J58 được trang bị lại cho nó khi đã sẵn sàng, và nó trở thành động cơ tiêu chuẩn cho mọi phiên bản máy bay sau đó trong loạt (A-12, YF-12, M-21) cũng như là kiểu máy bay tiếp nối SR-71.
Có 18 chiếc trong họ máy bay A-12 được chế tạo. Một chiếc là máy bay huấn luyện phi công với buồng lái thứ hai nhô cao dành cho phi công hướng dẫn; và 12 chiếc là phiên bản trinh sát A-12 được các phi công của CIA sử dụng hoạt động. Ba chiếc là phiên bản nguyên mẫu YF-12A của phiên bản tiêm kích đánh chặn được dự định F-12B; và hai chiếc phiên bản M-21. Phiên bản trinh sát của Không quân, vốn ban đầu được đặt tên là R-12, lớn hơn một chút.
Trong chiến dịch vận động tranh cử Tổng thống năm 1964, Thượng nghị sĩ Barry Goldwater liên tục phê phán Tổng thống Lyndon B. Johnson và nội các của ông vì đã để bị tụt hậu phía sau Liên Xô trong việc nghiên cứu và phát triển các hệ thống vũ khí mới. Johnson đã quyết định đáp trả các phê phán này bằng cách công bố các thông tin mà cho đến lúc ấy vẫn còn được giữ tuyệt mật về chương trình máy bay A-12, và sau này là sự hiện hữu của phiên bản trinh sát.

### Tên gọi
Không quân Hoa Kỳ đã dự định đổi tên chiếc máy bay A-12 thành B-71; một kiểu nối tiếp theo chiếc B-70 Valkyrie. Chiếc B-71 sẽ có khả năng mang vũ khí hạt nhân là ba kiểu tên lửa AGM-69 SRAM (Short-Range Attack Missiles: tên lửa tấn công tầm ngắn) thế hệ đầu tiên. Tên gọi dự định tiếp theo là RS-71 (Reconnaissance-Strike: Trinh sát-tấn công) khi khả năng tấn công là một tùy chọn thêm. Tuy nhiên, Tổng tham mưu trưởng Không quân Hoa Kỳ lúc đó là Curtis LeMay đã ưa thích tên gọi SR (Strategic Reconnaissance: Trinh sát chiến lược) và mong muốn đổi tên RS-71 trở thành SR-71. Trước khi chiếc Blackbird được Tổng thống Johnson công bố vào ngày 29 tháng 2 năm 1964, LeMay đã vận động để thay đổi bài nói của Johnson đọc ra tên SR-71 thay vì RS-71. Bản viết của bài nói được phân phát cho giới báo chí vào lúc đó vẫn được in là RS-71, nên đã tạo ra một truyền thuyết cho rằng tổng thống đã đọc nhầm tên chiếc máy bay.
Việc công khai chương trình trước công luận và việc đổi tên chiếc máy bay đã gây sốc cho mọi người trong nhóm Skunk Works và nhóm nhân viên Không quân tham gia vào chương trình này. Tất cả các tài liệu bảo trì, cẩm nang bay dành cho đội bay (nguồn tư liệu của Paul Crickmoore), hình chiếu huấn luyện và mọi tư liệu đều đã được in với cái tên tên "R-12"; trong khi bản Chứng nhận Hoàn tất do nhóm Skunkwork cấp cho các đội bay và chỉ huy phi đoàn của họ vào ngày 18 tháng 6 năm 1965 cũng mang tên "R-12". Sau bài phát biểu của Johnson, việc đổi tên được tiến hành do một mệnh lệnh của Tổng tư lệnh, và việc in lại các tài liệu được thực hiện ngay lập tức, bao gồm 29.000 trang in, để được đổi tên thành "SR-71".

### Chi tiết thiết kế

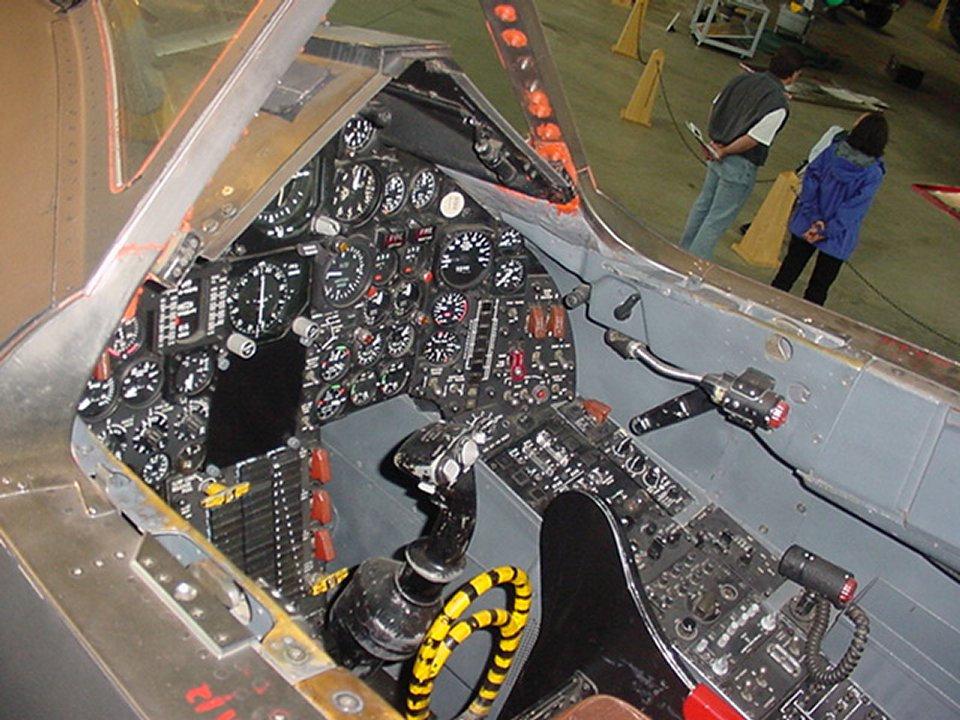
Bên trong buồng lái của chiếc SR-71 Blackbird

Khung máy bay được cấu tạo từ titanium vốn được mua từ Liên Xô trong giai đoạn cao trào của thời kỳ Chiến tranh Lạnh. Lockheed dùng mọi cách che giấu có thể được nhằm ngăn cản chính quyền Xô Viết biết được số kim loại titanium này được dùng vào việc gì. Nhằm giúp kiểm soát được chi phí, họ đã sử dụng một hợp kim của titanium chế tạo khá dễ dàng vốn mềm đi ở nhiệt độ thấp. Chiếc máy bay được hoàn tất bằng một màu xanh dương đậm (gần như đen) để giúp gia tăng việc thải nhiệt từ bên trong (vì nhiên liệu được sử dụng như là chất thải nhiệt cho các hệ thống làm mát các thiết bị điện tử) và cũng nhằm mục đích ngụy trang trên bầu trời.
Chiếc máy bay được thiết kế để tối thiểu hóa mặt cắt radar của nó, một nỗ lực ban đầu trong thiết kế máy bay tàng hình. Tuy nhiên, khi thiết kế người ta đã không chú ý đến những hạt cực nóng trong khí thải thoát ra vốn phản xạ rất mạnh tín hiệu radar. Điều khôi hài là, chiếc SR-71 là một trong những mục tiêu rõ ràng nhất hiện trên màn hình của những radar tầm xa của FAA (Federal Aviation Administration: Liên đoàn Hàng không Dân dụng), vốn có khả năng theo dõi những chiếc máy bay ở khoảng cách vài trăm dặm.
Các sọc đỏ được nhìn thấy trên một số chiếc SR-71 nhằm mục đích ngăn các nhân viên bảo trì không làm tổn hại bề mặt chiếc máy bay. Những bề mặt uốn cong gần phía giữa thân khá mỏng và mong manh. Nó không được chống đỡ bên dưới ngoại trừ các sườn cấu trúc đặt cách nhau một khoảng xa.

### Cửa hút gió

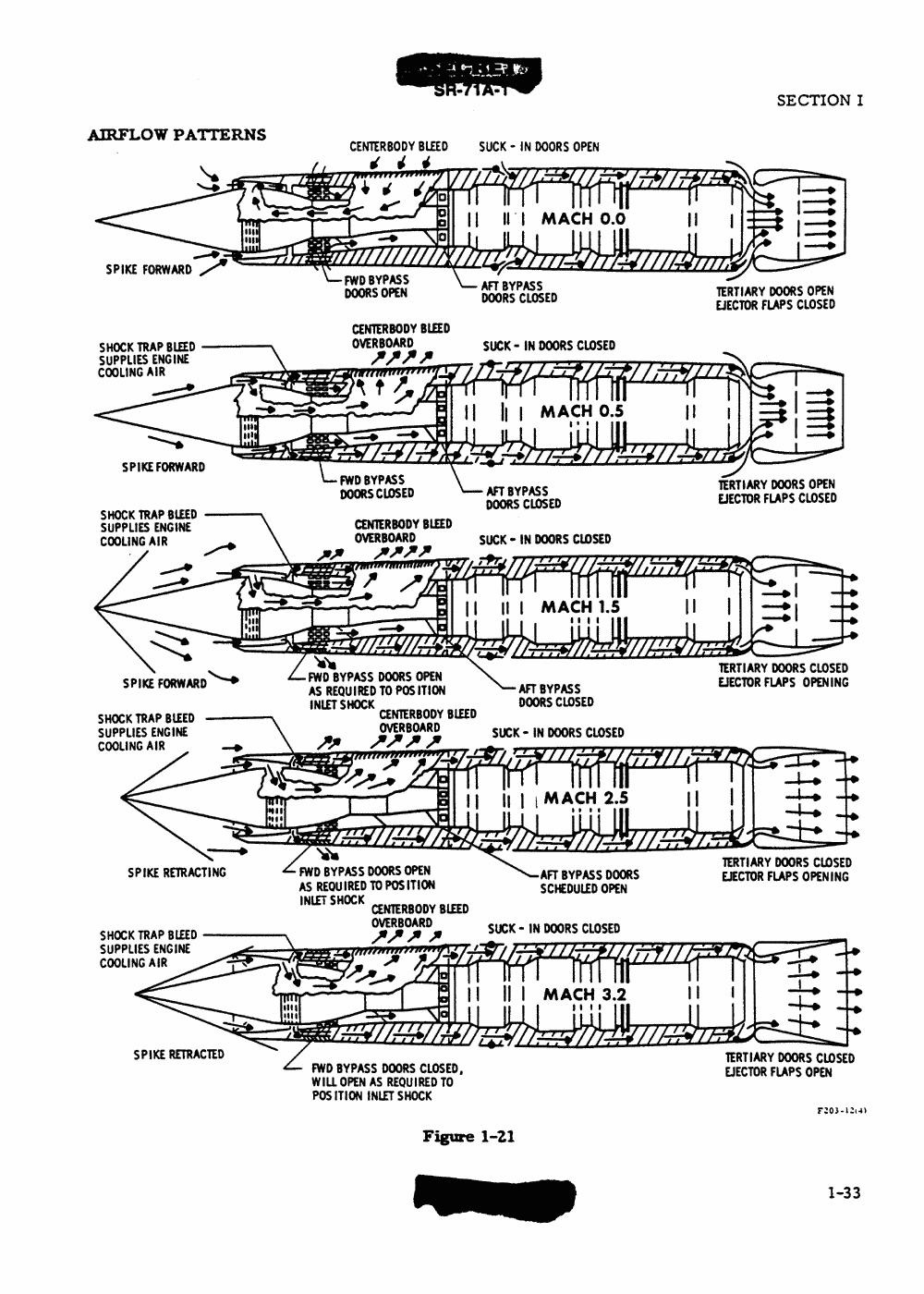
Hoạt động của các cửa hút gió và hướng gió bên trong động cơ J58 ở các chế độ bay khác nhau.

Cửa hút gió là một đặc tính thiết kế cốt yếu cho phép chiếc máy bay có thể bay đường trường ở tốc độ lớn hơn Mach 3,2, nhưng vẫn cung cấp được tốc độ luồng gió dưới tốc độ âm thanh Mach 0,5 cho các động cơ turbo phản lực. Phía trước trong mỗi cửa hút gió là một chóp hình nón nhọn được gọi là "spike" vốn sẽ được khóa lại ở vị trí tận cùng phía trước khi đậu trên mặt đất hay bay với tốc độ dưới âm thanh. Trong quá trình tăng tốc bay đường trường ở vận tốc cao, chóp nón sẽ mở khóa ở tốc độ Mach 1,6 và bắt đầu một quá trình di chuyển cơ khí vận hành bằng chốt bên trong về phía sau. Nó sẽ di chuyển cho đến tối đa 66 cm (26 inch).
Máy tính điều khiển cửa hút gió nguyên thủy được thiết kế theo kiểu máy tính tương tự, sẽ dựa trên số liệu về độ cao (ống pitot), độ dốc, lộn vòng, hướng bay, và góc tấn để xác định sự di chuyển cần thiết. Bằng cách di chuyển, chóp nón sẽ thu hút các sóng dội, dẫn chúng đi sát các nắp cửa hút gió cho đến khi chạm nhẹ vào mép nắp cửa hút gió. Tại vị trí này sự rò rỉ sóng dội gây nhiễu động trên mặt ngoài vỏ động cơ và cánh được giảm thiểu, trong khi sóng dội từ chóp nhọn tiếp tục được dội lại giữa thân giữa của chóp và các thành phía trong của cửa hút gió. Bằng cách này, áp lực sóng dội được duy trì trong khi luồng khí chậm dần cho đến khi một sóng dội tốc độ Mach 1 hình thành ngay phía trước quạt nén của động cơ.
Đàng sau các sóng dội "bình thường" này là một luồng gió dưới tốc độ âm thanh được hút vào máy nén động cơ. Việc bắt lấy các sóng dội này ở tốc độ Mach 1 bên trong cửa hút gió được gọi là "khởi động cửa hút". Những áp lực rất mạnh đã tích tụ bên trong cửa hút gió và phía trước mặt máy nén. Các ống dẫn và các cửa thoát được thiết kế trên cửa hút gió và thân động cơ để chịu đựng một phần áp lực này và để định vị sóng dội cuối cùng cho phép các cửa hút gió duy trì tình trạng "khởi động". Áp lực tích tụ trên cửa hút gió (ép vào các cấu trúc cửa hút gió) mạnh đến mức, khi bay đường trường ở vận tốc Mach 3,2 người ta đã ước lượng rằng khoảng 58% lực đẩy được cung cấp bởi cửa hút gió, 17% bởi máy nén và 25% còn lại bởi bộ đốt sau.
Ben Rich, nhà thiết kế của nhóm Lockheed Skunkworks phụ trách các cửa hút, thường mô tả các máy nén động cơ như là "các bơm giúp duy trì cửa hút gió hoạt động" và định vị các cửa hút gió để bay đường trường ở tốc độ Mach 3,2 (khi chiếc máy bay đạt đến điểm hiệu quả nhất được thiết kế). Lực "đẩy" bổ sung liên quan đến việc giảm năng lượng động cơ tiêu thụ cần thiết để nén dòng không khí. Một đặc tính độc đáo của chiếc SR-71 là khi nó bay nhanh hơn, hiệu suất nhiên liệu (tính bằng trọng lượng nhiên liệu trên quãng đường đi) càng có hiệu quả. Một tình huống được tường thuật bởi Brian Shul, tác giả quyển Sled Driver: Flying the World's Fastest Jet, trong một phi vụ trinh sát ông bị bắn nhiều lần. Tuân thủ theo quy trình bay họ đã tăng tốc và duy trì một tốc độ nhanh hơn thông thường trong một thời gian; sau đó họ khám phá ra rằng điều này đã làm giảm lượng nhiên liệu tiêu thụ.
Trong những năm đầu của chương trình Blackbird, các máy tính tương tự kiểm soát cửa hút gió thường không thể luôn luôn theo kịp với sự thay đổi nhanh chóng của môi trường bay. Nếu áp lực bên trong trở nên quá lớn và chóp nón "spike" được đặt sai vị trí, các sóng dội đột ngột bị thổi mất ra phía trước cửa hút gió, gây ra tình trạng được gọi là "mất khởi động" (Inlet Unstart). Dòng không khí đi qua máy nén động cơ đột ngột bị ngưng, lực đẩy giảm sút, và nhiệt độ khí thoát ra bắt đầu gia tăng. Do lực đẩy khủng khiếp của động cơ còn lại đẩy chiếc máy bay một cách không đối xứng, sự mất khởi động có thể làm chiếc máy bay trệch hướng mạnh sang một bên. Hệ thống lái tự động và các tác động điều khiển thủ công có thể chống lại sự lệch hướng, nhưng thường sự lệch góc quá nhiều sẽ làm giảm luồng không khí vào động cơ đối diện và bắt đầu gây ra sự "chòng chành tương quan".
Giải pháp chuẩn đối phó tình trạng "mất khởi động" là phi công phải thoát ra và tắt khởi động cho cả hai cửa hút gió; điều này sẽ đẩy cả hai chóp nón ra phía trước, chấm dứt tình trạng chệch hướng và cho phép phi công tái khởi động từng cửa hút gió. Một khi đã được tái khởi động, với quá trình đốt cháy bình thường của động cơ, chiếcmáy bay có thể tăng tốc và lên cao đến độ cao bay đường trường quy định.
Các máy tính tương tự kiểm soát cửa hút gió sau này được thay thế bằng loại kỹ thuật số. Các kỹ sư của Lockheed đã phát triển phần mềm điều khiển cửa hút gió động cơ có khả năng bắt lại các sóng dội bị mất và đốt lại động cơ trước khi phi công kịp nhận biết một tình trạng mất khởi động đã xảy ra. Các chuyên viên cơ khí của chiếc SR-71 chịu trách nhiệm về hàng trăm tinh chỉnh các cửa gió tắt phía trước của cửa hút gió. Điều này giúp kiểm soát các sóng dội, ngăn ngừa sự mất khởi động, và nâng cao tính năng bay.

### Thân máy bay
Nhằm cho phép giãn nở ở nhiệt độ hoạt động khá cao, các tấm cấu trúc thân được sản xuất chỉ để gắn kết một cách lỏng lẽo khi ở trên mặt đất. Cấu trúc và kích thước vừa vặn chỉ đạt được khi chiếc máy bay được nóng lên do ma sát không khí ở tốc độ cao, làm cho khung máy bay giãn nở ra thêm nhiều inch. Vì lý do này, và cũng vì thiếu sót một hệ thống làm kín nhiên liệu có thể chịu đựng được nhiệt độ cực cao, chiếc máy bay thường để lại những vệt nhiên liệu phản lực JP-7 trên đường băng trước khi cất cánh. Chiếc máy bay sẽ nhanh chóng bay một quãng ngắn để làm ấm khung máy bay, rồi được tiếp thêm nhiên liệu trước khi bắt đầu thực hiện nhiệm vụ. Việc làm mát được thực hiện bằng cách lưu chuyển nhiên liệu bên dưới các bề mặt làm bằng titinium ở phần phía trước (cằm) của cánh. Khi hạ cánh sau một phi vụ nhiệt độ của nóc buồng lái lên đến 300 °C, nóng đến mức không thể chạm đến. Vật liệu amiăng không sợi với tính năng chịu nhiệt tốt được sử dụng tại các vùng có nhiệt độ cao, đây cũng là loại vật liệu được sử dụng trong phanh của ô tô.

### Kỹ thuật tàng hình
Một số đặc tính trên chiếc SR-71 đã được thiết kế để nhằm làm giảm tín hiệu radar. Những nghiên cứu ban đầu về kỹ thuật tàng hình đối với radar dường như cho thấy rằng một hình dạng có các cạnh phẳng, thon nhọn sẽ phản xạ hầu hết sóng radar ra khỏi nguồn gốc phát xạ. Nhằm mục đích này, các kỹ sư radar đã đề nghị bổ sung cấu trúc cằm vào thiết kế và đưa các bề mặt kiểm soát bay ngang vào phía trong. Chiếc máy bay cũng sử dụng những vật liệu hấp thu radar đặc biệt vốn được tích hợp vào những bộ phận hình răng cưa trên bề mặt máy bay, cũng như là các chất phụ gia nhiên liệu dựa trên cesium để làm giảm độ sáng khí thải trên màn hình radar.
Hiệu quả chung của những thiết kế này là một vấn đề còn có nhiều tranh cãi. Nhóm của Ben Rich đã chứng minh được là tín hiệu phản xạ radar trong thực tế đã giảm, nhưng Kelly Johnson sau này đã thừa nhận rằng kỹ thuật radar của người Nga đã tiến bộ nhanh hơn so với kỹ thuật "chống radar" mà Lockheed dùng để đối phó với chúng. Chiếc SR-71 đã hoạt động nhiều năm trước khi có công trình nghiên cứu mang tính đột phá của Pyotr Ya. Ufimtsev mở đường cho kỹ thuật tàng hình hiện đại; và cho dù có những nỗ lực tốt nhất của Lockheed, chiếc SR-71 vẫn dễ bị radar phát hiện và phát ra tín hiệu hồng ngoại rất lớn khi bay đường trường ở tốc độ Mach 3,2 hay lớn hơn. Nó được nhìn thấy trên radar điều khiển không lưu ở khoảng cách nhiều trăm dặm, ngay cả khi không sử dụng bộ thu phát. Những chiếc SR-71 rõ ràng đã bị radar phát hiện vì nhiều tên lửa đã bắn về phía nó. Chỉ nhờ đặc tính bay của chiếc SR-71 khiến cho nó trở nên không thể bắn hạ trong suốt lịch sử phục vụ; không có chiếc nào bị bắn hạ, cho dù đã có hơn 4.000 nỗ lực để thực hiện điều này.

### Cằm

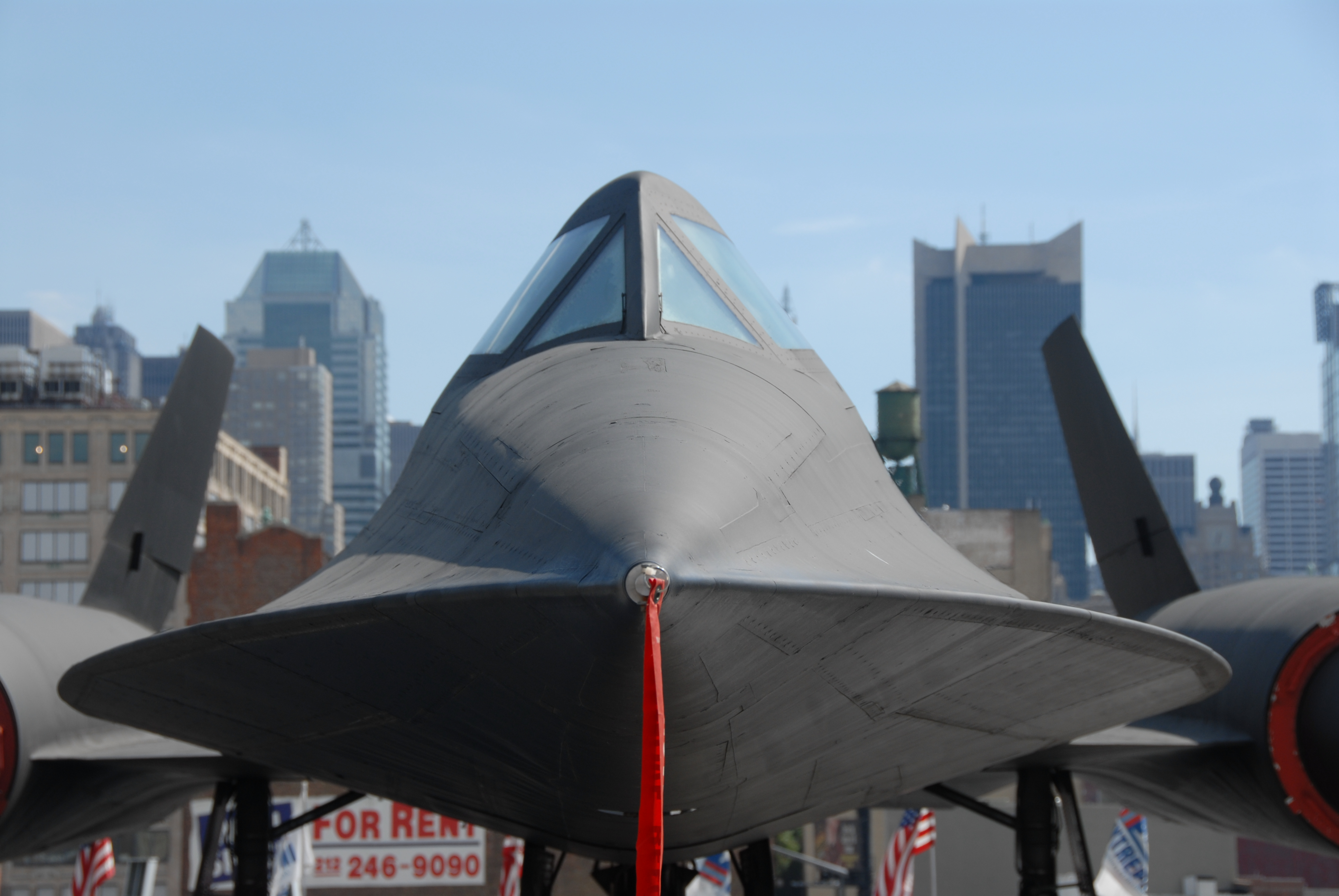
Chiếc A-12 (tiền thân của chiếc SR-71) trên sàn đáp của Bảo tàng Hàng hải-Hàng không-Không gian Intrepid, minh họa phần cằm.

Bản thân phần cằm (những mép nhọn hướng ra hai bên của phần mũi và dọc theo thân máy bay) là một đặc trưng lý thú và độc đáo.
Chiếc Blackbird nguyên thủy không có phần cằm. Ở giai đoạn phát triển "A-11", nó trông giống như một chiếc F-104 cỡ lớn. Các chuyên gia khí động học của Lockheed lo ngại rằng những bề mặt lớn như vậy sẽ gây hại cho tính năng khí động học của chiếc máy bay. Nhưng các cơ quan tài trợ cho dự án mong muốn quyết liệt việc giảm thiểu mặt cắt radar, nên đã thúc ép các chuyên gia khí động học của Lockheed thử áp dụng các cằm trên một số kiểu mẫu thử nghiệm trong hầm gió vào gần cuối giai đoạn thiết kế cấu hình.
Các chuyên gia khí động học đã khám phá ra rằng phần cằm tạo ra những luồng gió xoáy mạnh chung quanh nó, tạo ra thêm nhiều lực nâng bổ sung gần phần trước của chiếc máy bay, dẫn đến sự cải thiện đáng ngạc nhiên về tính năng khí động học. Có thể giảm bớt góc tới của các cánh tam giác, cho phép có sự ổn định lớn hơn và ít lực cản ở tốc độ cao, cũng như tải trọng lớn hơn cho phép mang thêm được nhiều nhiên liệu khiến cho có tầm bay xa hơn. Tốc độ hạ cánh cũng được giảm bớt, vì những luồng gió xoáy tạo ra từ cằm chảy trên cánh ở góc tấn lớn, khiến cho cánh khó bị chòng chành. (Nhờ đó chiếc Blackbird có thể thực hiện lượn vòng ở góc tấn lớn và lực G cao, đến mức mà cửa hút gió động cơ độc đáo của nó có thể hút không đủ gió, có thể gây cháy động cơ. Vì vậy phi công lái Blackbird được cảnh báo không lượn vòng mạnh hơn 3G, để góc tấn đủ thấp nhằm tạo cho động cơ có thể hút đủ gió). Chiếc cằm có tác động như là phần nối dài mép trước giúp làm gia tăng độ nhanh nhẹn trên những máy bay tiêm kích hiện đại như F-5, F-16, F/A-18, MiG-29 và Su-27. Việc bổ sung các cằm cũng cho phép các nhà thiết kế loại bỏ cánh mũi. (Nhiều kiểu thiết kế ban đầu của loạt máy bay mà sau này là chiếc Blackbird đều có cánh mũi).

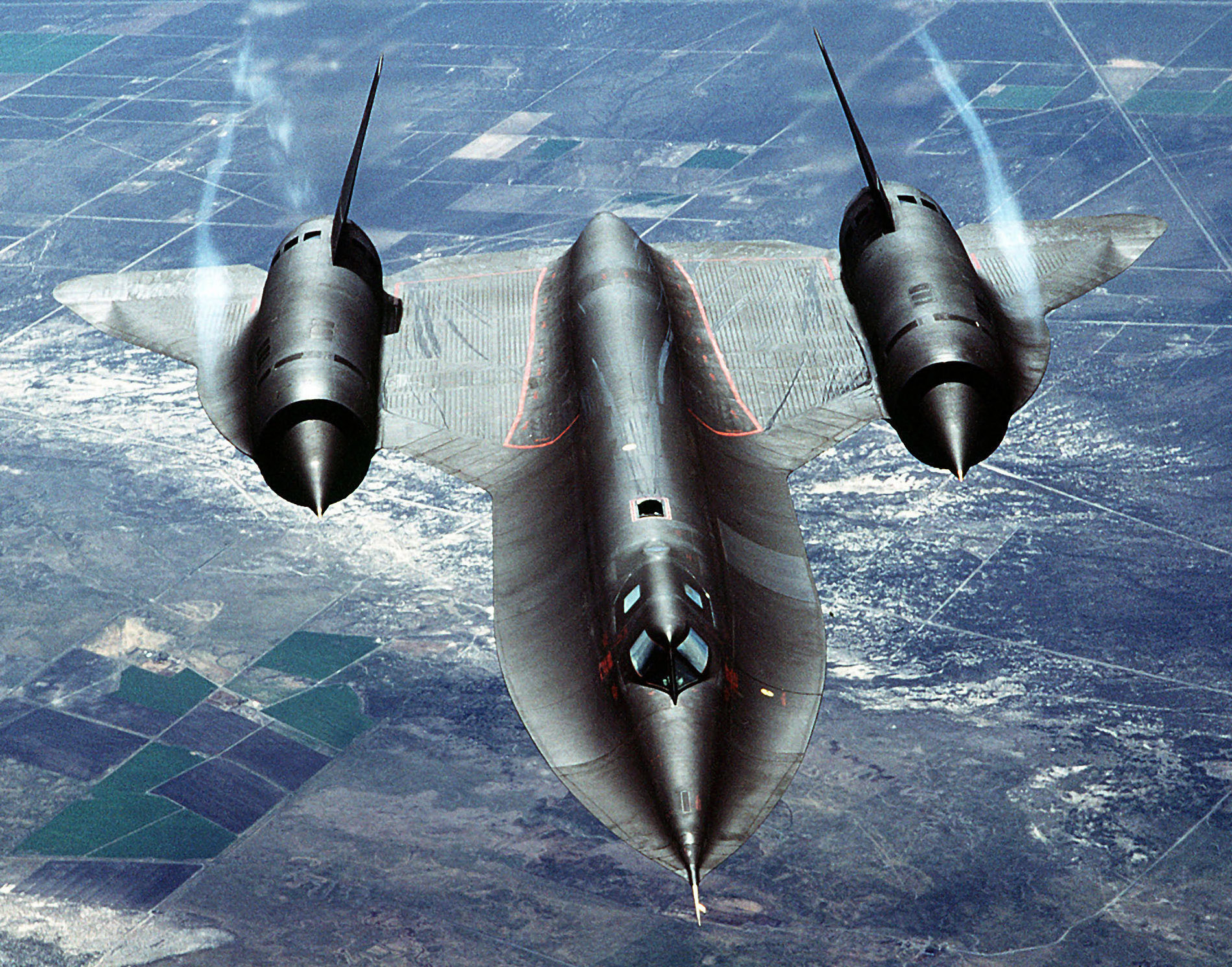
Ảnh chụp trên không một chiếc máy bay trinh sát chiến lược SR-71A. lưu ý đến hơi nước ngưng tụ do các luồng gió xoáy áp lực thấp tạo ra do các cằm phía ngoài lỗ hút gió động cơ.

Khi chiếc Blackbird được thiết kế, không có chiếc máy bay nào khác có cằm, nên các kỹ sư của Lockheed đã phải giải quyết các vấn đề liên quan đến sự khác biệt về độ ổn định và cân bằng gây ra do các bề mặt khác thường. Các giải pháp của họ từ đó đã được sử dụng rộng rãi. Cằm vẫn đang là một bộ phận quan trọng trong thiết kế của nhiều máy bay không người lái mới nhất, như Dark Star, Bird of Prey, X-45 và X-47, vì chúng cho phép có độ ổn định không cần cánh đuôi cũng như sự tàng hình.

### Nhiên liệu
Việc phát triển chiếc SR-71 ban đầu sử dụng một kiểu động cơ đốt bùn than, nhưng Johnson xác định các muội than có thể gây hại cho các thành phần của động cơ. Ông bắt đầu nghiên cứu về một kiểu động cơ đốt hydrogen lỏng, nhưng các thùng chứa cần thiết để trữ hydrogen làm lạnh không phù hợp với kiểu dáng của chiếc Blackbird.
Sự nghiên cứu chuyển sang loại nhiên liệu thông thường hơn, nhưng cũng khá đặc biệt về nhiều mặt. Ban đầu được thiết kế cho kiểu máy bay A-12 vào cuối những năm 1950, loại nhiên liệu phản lực JP-7 có một điểm bốc cháy tương đối cao (60 °C) để phù hợp với nhiệt độ cao. Trong thực tế, nhiên liệu được sử dụng như là một chất làm mát và là chất dẫn thủy lực bên ntrong chiếc máy bay trước khi được đốt cháy. Chất nhiên liệu này cũng chứa fluorocarbon nhằm gia tăng độ bôi trơn, một chất oxy hóa để làm nó cháy trong động cơ, và ngay cả một hợp chất cesium tên A-50 nhằm che giấu tín hiệu phản xạ radar của luồng khí thoát ra.
JP-7 là một chất lỏng rất nhớt và cực kỳ khó cháy theo bất kỳ cách thức thông thường nào. Đặc tính nhớt là một bất lợi trên mặt đất, vì chiếc máy bay bị rò rỉ nhiên liệu khi không bay, nhưng ít nhất JP-7 không có nguy cơ cháy nổ. Khi động cơ của chiếc máy bay được khởi động, những luồng tetraethylborane (TEB), vốn bốc cháy khi tiếp xúc với không khí, được phun vào động cơ để tạo ra nhiệt độ đủ cao ban đầu để làm cháy JP-7. TEB tạo ra một luồng lửa đặc trưng màu xanh lá thường được thấy khi khởi động động cơ. TEB còn được sử dụng để kích hoạt bộ đốt sau. Chiếc máy bay chỉ mang theo 600 cm³ TEB cho mỗi động cơ, đủ cho ít nhất 16 lần phun (một bộ đếm thông báo cho phi công số lần phun TEB còn lại), nhưng con số này quá đủ cho nhu cầu của mọi phi vụ mà nó phải thực hiện.

### Hỗ trợ sinh tồn
Đội bay lái chiếc SR-71 ở độ cao 24.400 m (80.000 ft) phải đối mặt với hai nguy cơ sinh tồn chính khi phóng ra khỏi máy bay: Một là - với mặt nạ cung cấp oxy theo áp suất tiêu chuẩn, phổi người sẽ không thể hấp thu đủ 100% oxy ở độ cao trên 13.100 m (43.000 ft) để duy trì sự tỉnh táo và sự sống. Và hai là - nhiệt độ gia tăng nhanh chóng trên cơ thể do tiếp xúc với luồng gió ở vận tốc Mach 3,2 lúc phóng ra sẽ lên tới 232oC (450oF). Để giải quyết những vấn đề này, hãng David Clark Company đã được thuê để chế tạo những bộ quần áo bảo vệ đủ áp suất cho tất cả các đội bay của những chiếc A-12, YF-12, MD-21 và SR-71. Những bộ quần áo này sau đó được cải tiến để sử dụng trên tàu con thoi khi hạ cánh.
Thêm vào đó, ở tốc độ Mach 3,2 sự gia tăng nhiệt độ bên ngoài do không khí nén trên chiếc máy bay có thể nung nóng nhiệt độ bên trong kính chắn gió lên đến 121oC (250oF) và việc làm mát cho đội bay là yếu tố sống còn. Việc này được thực hiện bằng cách làm mát không khí với máy điều hòa, và nhiệt được thải ra từ buồng lái qua một bộ trao đổi nhiệt sẽ làm nóng nhiên liệu trước khi được đốt cháy.
Sau khi thoát ra ở cao độ lớn, nguồn oxy sẽ duy trì áp lực cho bộ đồ bay. Phi công sẽ để rơi tự do cho đến độ cao 4.572 m (15.000 feet) trước khi dù chính được mở ra, cho phép sự gia tăng nhiệt độ được giảm bớt trong quá trình đội bay rơi chậm dần và hạ xuống. Để thể hiện được khả năng áp lực đầy đủ của bộ đồ bay này, thành viên đội bay được mặc một bộ quần áo như vậy và vào trong một buồng nổ mô phỏng độ cao lên đến 23.770 m (78.000 feet) hay cao hơn, trong khi nhiệt độ buồng được nhanh chóng tăng lên đến 232oC (450oF) rồi được giảm xuống ở tốc độ tương tự như sự rơi tự do trong thực tế.
Vì buồng lái của chiếc SR-71 được duy trì ở độ cao 8.230 - 8.840 m (27.000 - 29.000 feet) trong những chuyến bay chuyển tiếp, đội bay thực hiện những chuyến bay cận âm ở cao độ thấp có thể mặc trang phục có áp lực đầy đủ hay mũ bay cứng tiêu chuẩn không quân, mặt nạ oxy áp lực và bộ đồ bay nomex.

### Cấu trúc và vỏ bọc Titanium
Trước khi có chiếc Blackbird, titanium chỉ tìm thấy trên máy bay tại các ống xả có nhiệt độ cực cao và các phần nhỏ khác liên quan trực tiếp nhằm chống đỡ, làm mát hay tạo dáng cho những vùng có nhiệt độ cao. Quyết định chế tạo cấu trúc của chiếc Blackbird sử dụng đến 85% titanium và 15% các vật liệu composite là lần đầu tiên trong công nghiệp hàng không. Các tiến bộ thực hiện bởi Lockheed nhằm xử lý loại vật liệu này đã được sử dụng trong những máy bay tốc độ cao sau này như là đa số các máy bay tiêm kích hiện đại.
Titanium là một kim loại khó gia công, đắt và hiếm. Trong thực tế, phần lớn titanium mà Lockheed mua để chế tạo những chiếc Blackbirds được nhập khẩu từ Liên Xô. Thoạt đầu, có đến 80% titanium giao hàng cho Lockheed bị loại bỏ do nhiễm bẩn kim loại.
Một ví dụ về những khó khăn trong xử lý titanium là trong thực tế các mối hàn được thực hiện ở một thời điểm nào đó trong năm lại tỏ ra bền hơn các mối hàn được thực hiện vào các thời gian khác. Người ta sau đó đã khám phá ra rằng nước cung cấp cho nhà máy đến từ một hồ chứa trong mùa hè và từ một hồ chứa khác trong mùa đông; những khác biệt nhỏ nhoi về độ tinh khiết của nước từ các hồ chứa đó đã đưa đến sự khác biệt về độ bền của các mối hàn, vì nước được dùng để làm mát các mối hàn titanium.
Việc nghiên cứu vỏ bọc titanium của chiếc máy bay đã cho thấy rằng lớp kim loại trong thực tế đã trở nên cứng chắc hơn theo thời gian do sức nóng khắc nghiệt gây ra do ma sát khí động học, một quá trình tương tự như việc tôi kim loại.
Một phần lớn bề mặt bên trên và bên dưới phía trong cánh của chiếc SR-71 trong thực tế được làm gồ ghề chứ không phẳng. Sự giãn nở do nhiệt tác động lên bề mặt phẳng làm cho vỏ bọc ngoài của chiếc máy bay bị nứt nẻ hay cong. Bằng cách làm bề mặt gồ ghề, vỏ bọc máy bay cho phép giãn nở đứng và ngang mà không tạo áp lực quá lớn, đồng thời cũng gia tăng độ bền dọc. Cho dù trong thực tế chúng có hiệu quả, Các nhà khí động học ban đầu vô cùng kinh ngạc về ý tưởng này và kết tội các kỹ sư thiết kế đang cố gắng chế tạo một chiếc Ford Trimotor, kiểu xe hơi của những năm 1920 nổi tiếng vì có một vỏ ngoài bằng nhôm gồ ghề, đạt tốc độ Mach 3.

### Động cơ

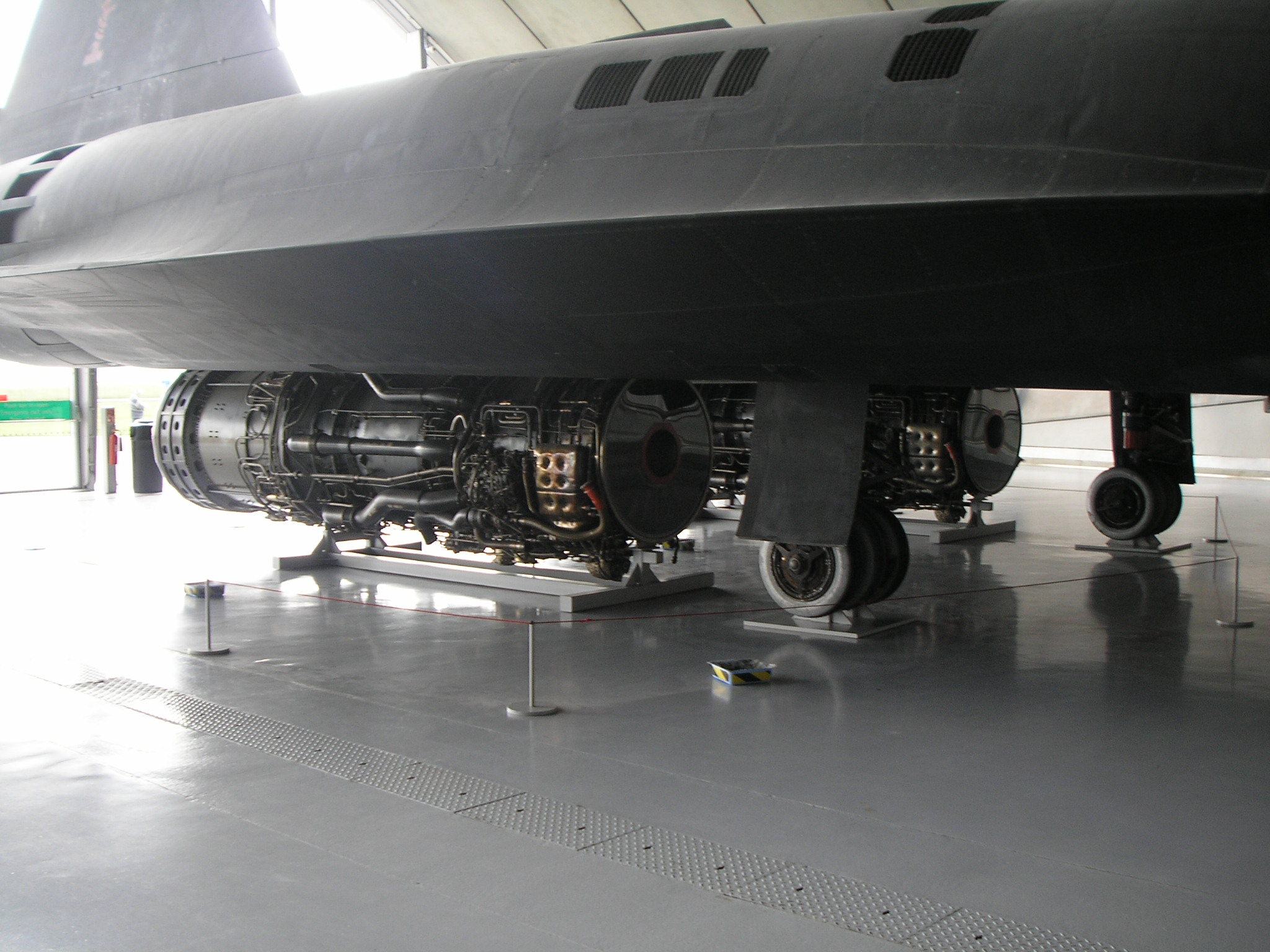
Động cơ Pratt & Whitney J58 của chiếc SR-71 Blackbird được trưng bày tại Bảo tàng Chiến tranh Duxford.

Loại động cơ Pratt & Whitney J58-P4 sử dụng trên chiếc Blackbird là kiểu động cơ quân sự duy nhất từng được thiết kế để hoạt động liên tục ở chế độ đốt sau, và trong thực tế càng có hiệu quả hơn khi chiếc máy bay bay nhanh hơn. Mỗi động cơ J58 sản sinh lực đẩy tĩnh 32.500 lbf (145 kN). Động cơ phản lực thông thường không thể hoạt động liên tục ở chế độ đốt sau và càng giảm hiệu quả khi vận tốc gia tăng.
Kiểu động cơ J58 độc đáo ở chỗ đó là một động cơ lai. Nó có thể hoạt động như một động cơ turbo phản lực thông thường ở tốc độ thấp, nhưng ở tốc độ cao nó trở thành một loại động cơ ramjet. Có thể hiểu kiểu động cơ này như là một động cơ turbo phản lực bên trong một động cơ ramjet. Ở tốc độ thấp, động cơ turbo phản lực cung cấp hầu hết việc nén và hầu hết năng lượng được cung cấp bằng việc đốt nhiên liệu. Ở tốc độ cao hơn, động cơ turbo phản lực đóng lui lại và được đặt ngay giữa trong khi dòng không khí bao bọc chung quanh, được nén bởi các chóp sóng dội (shock cone) và nhiên liệu chỉ được đốt ở bộ đốt sau.
Một cách chi tiết, không khí ban đầu được nén (và do đó được làm nóng) bởi các chóp sóng dội, vốn tạo ra các sóng dội và giảm tốc luồng không khí xuống dưới tốc độ âm thanh tương đối so với động cơ. Sau đó không khí đi qua bốn tầng nén rồi được tách ra bởi các van di động: một số không khí đi qua các quạt của máy nén (luồng không khí "lõi"), trong khi phần còn lại đi thẳng đến bộ đốt sau qua 6 ống dẫn tắt. Không khí đi qua bộ turbo phản lực tiếp tục được nén thêm (và do đó được làm nóng hơn nữa), rồi nhiên liệu được thêm vào trong buồng đốt: sau đó nó đạt đến nhiệt độ tối đa so với mọi nơi trên chiếc Blackbird, chỉ dưới nhiệt độ mà các cánh quạt turbine bắt đầu mềm ra do nhiệt. Sau khi đi qua turbine (và được làm mát đôi chút), dòng không khí lỏi đi qau bộ đốt sau và tiếp xúc với dòng khí được dẫn đi tắt.
Ở khoảng tốc độ Mach 3, nhiệt lượng gia tăng bởi sự nén từ các chóp sóng dội cùng nhiệt lượng của các cánh quạt máy nén đã đủ để nâng nhiệt độ dòng không khí trong lõi động cơ lên nhiệt độ rất cao, và rất ít nhiên liệu có thể thêm vào buồng đốt mà không làm nóng chảy các cánh quạt turbine. Điều đó có nghĩa là cả khối máy nén-buồng đốt-turbine trong lõi động cơ cung cấp ít động năng hơn, và chiếc Blackbird bay được chủ yếu là nhờ vào dòng khí đi tắt thẳng đến bộ đốt sau, tạo nên một hiệu ứng ramjet khổng lồ. Không có chiếc máy bay nào khác hoạt động giống như vậy. Điều này cho thấy khả năng chịu đựng nhiệt độ của các cánh quạt turbine sẽ xác định bao nhiêu nhiên liệu sẽ được đốt cháy, và suy ra rằng sẽ xác định động cơ sẽ cung cấp được bao nhiêu lực đẩy.
Hiệu quả công suất ở tốc độ thấp rất thiếu hụt. Ngay cả việc vượt qua tốc độ âm thanh cũng buộc chiếc máy bay phải bổ nhào. Lý do là vì kích thước của động cơ turbo phản lực phải được đánh đổi để làm nhẹ cân nhưng vẫn phải cho phép chiếc SR-71 đạt đến tốc độ mà hiệu ứng của động cơ ramjet trở nên nổi bật và hiệu quả; rồi sau đó, chiếc máy bay trở nên sống động và gia tốc nhanh chóng lên đến tốc độ Mach 3,2. Hiệu quả tốt có được là nhờ áp lực nén cao và lực cản thấp suốt động cơ, cho phép những khoảng cách lớn có thể vượt qua ở tốc độ cao.
Nguyên thủy, động cơ của chiếc Blackbird được khởi động dưới sự hỗ trợ của một "xe đẩy khởi động" bên ngoài, một xe đẩy chứa hai động cơ Buick Wildcat V8 được đẩy ra đường lăn bên dưới chiếc máy bay. Hai động cơ Buick sẽ dẫn động một trục dọc nối với một động cơ J58. Khi một động cơ được khởi động, chiếc xe đẩy được chuyển sang phía bên kia để khởi động động cơ còn lại. Tất cả các hoạt động này rất ồn ào.

### Hệ thống dẫn đường thiên văn quán tính (AINS: Astro-Inertial Navigation System)
Các yêu cầu dẫn đường chính xác cho chiếc Blackbird bao gồm lộ trình chính xác, cảm biến chỉ hướng và theo dõi mục tiêu đã đi trước việc phát triển và áp dụng hệ thống định vị toàn cầu (GPS) và các hệ thống vệ tinh xác định vị trí khác. Các hệ thống dẫn đường quán tính của U-2 và A-12 đã sẵn có, nhưng các nhà kế hoạch của Không quân Mỹ muốn có một hệ thống có thể phát triển vị trí quán tính dành cho các phi vụ kéo dài được hình dung sẽ thực hiện bởi chiếc R-12/SR-71.
Nortronics, bộ phận phát triển điện tử của hãng Northrop, vốn có kinh nghiệm rộng rãi về thiên văn quán tính, đã cung cấp một thiết bị thế hệ ban đầu cho loại tên lửa Snark của Không quân Hoa Kỳ. Dựa trên nền tảng này, Nortronics đã phát triển Hệ thống dẫn đường thiên văn quán tính (ANS: Astro-Inertial Navigation System) dành cho tên lửa AGM-87 Skybolt, vốn sẽ được chuyên chở và phóng đi từ một chiếc máy bay ném bom B-52H. Khi chương trình Skybolt bị hủy bỏ vào tháng 12 năm 1962, các thiết bị mà Nortronics đã phát triển cho chương trình Skybolt được yêu cầu cải biến để thích ứng cho chương trình Blackbird. Một tổ chức kiểu "Skunkworks" của Nortronics tại Hawthorne, California đã hoàn tất việc phát triển và đưa hệ thống vào sử dụng, đôi khi được biết đến dưới tên gọi NAS-14 hoặc NAS-21.

## Đặc điểm kỹ thuật (SR-71A)
Tham khảo: SR-71.org

### Đặc tính chung
- Đội bay: 02 người
- Chiều dài: 32,74 m (107 ft 5 in)
- Sải cánh: 16,94 m (55 ft 7 in)
- Chiều cao: 5,64 m (18 ft 6 in)
- Diện tích bề mặt cánh: 170 m² (1.800 ft²)
- Tỉ lệ dài/rộng cánh: 1,7
- Lực nâng của cánh: 460 kg/m² (94 lb/ft²)
- Trọng lượng không tải: 30.600 kg (67.500 lb)
- Trọng lượng có tải: 77.000 kg (170.000 lb)
- Trọng lượng cất cánh tối đa: 78.000 kg (172.000 lb)
- Tải trọng cảm biến: 1.600 kg (3.500 lb)
- Độ rộng vệt bánh đáp: 5,08 m (16 ft 8 in)
- Khoảng cách bánh đáp trước-sau: 11,53 m (37 ft 10 in)
- Động cơ: 2 x động cơ Pratt & Whitney J58-1 turbo phản lực có đốt sau liên tục, lực đẩy 32.500 lbf (145 kN) mỗi động cơ

### Đặc tính bay
- Tốc độ lớn nhất: 3530+ km/h (Mach 3,2+, 2.200+ mph) ở độ cao 24.000 m (80.000 ft)
- Tầm bay tối đa: 5.925 km (3.200 nm)
- Tầm bay chiến đấu: 5.400 km (2.900 nm)
- Trần bay: 25.900m m (85.000 ft, 16 mi)
- Tốc độ lên cao: 60 m/s (11.810 ft/min)
- Tỉ lệ lực đẩy/khối lượng: 0,382

## Nội dung liên quan

### Máy bay liên quan
- Lockheed A-12
- Lockheed YF-12
- Lockheed D-21

### Máy bay tương tự
- Bristol 188 (Anh Quốc)
- Tsybin RSR (Liên Xô)

### Trình tự thiết kế
- XB-68 - RB-69 - B/RS-70 - SR-71

### Danh sách liên quan
- Danh sách máy bay chiến đấu
- Danh sách máy bay quân sự Hoa Kỳ